# Países Baixos nos Jogos Olímpicos de Verão de 2020
Os Países Baixos estiveram representados nos Jogos Olímpicos de Verão de 2020 por um total de 277 desportistas que competiram em 28 desportos. Responsável pela equipa olímpica foi o Comité Olímpico Nacional Holandês, bem como as federações desportivas nacionais da cada desporto com participação. O país fez sua estreia nos Jogos Olímpicos de Verão em Paris 1900 e esta foi sua vigésima sétima participação. O chef-de-mission da equipe olímpica dos Países Baixos, denominada 'Team NL', foi o ex-nadador Pieter van den Hoogenband.
Os portadores da bandeira na cerimónia de abertura foram o atleta Churandy Martina e a praticante de skateboarding Keet Oldenbeuving e no encerramento dos Jogos a atleta Sifan Hassan.

## Desempenho
No dia 28 de julho os Países Baixos ganharam em total oito medalhas em um dia, quebrando assim o recorde de 11 de agosto de 1928 em Amesterdão, quando o país ganhou sete de medalhas em dia.
A atleta Sifan Hassan conquistou no dia 2 de agosto a primeira medalha de ouro dos Países Baixos no atletismo em 29 anos, após a conquista da medalha de ouro por Ellen van Langen em Barcelona 1992.
Em 3 de agosto os ciclistas de pista do 'Team NL' conquistaram a primeira medalha de ouro nessa modalidade desde 1936, quando Arie van Vliet ganhou uma medalha de ouro em Berlim.
As atletas Anouk Vetter en Emma Oosterwegel conquistaram no dia 5 de agosto respectivamente uma medalha de prata e uma de bronze, sendo a primeira vez que os Países Baixos ganharam uma medalha no heptatlo.
No mesmo dia, os Países Baixos conquistaram um total de 26 medalhas, quebrando assim o recorde de Sydney 2000, quando o país conquistou em total de 25 medalhas.

## Medalhistas
A equipa olímpica dos Países Baixos obteve as seguintes medalhas:
| Nome                                                               | Desporto             | Competição                   |
| ------------------------------------------------------------------ | -------------------- | ---------------------------- |
| Ouro                                                               |                      |                              |
| Sifan Hassan                                                       | Atletismo            | 5 000m F                     |
| Sifan Hassan                                                       | Atletismo            | 10 000m F                    |
| Annemiek van Vleuten                                               | Ciclismo em estrada  | Contrarrelógio F             |
| Harrie Lavreysen                                                   | Ciclismo de pista    | Velocidade individual M      |
| Roy van den Berg Harrie Lavreysen Jeffrey Hoogland Matthijs Büchli | Ciclismo de pista    | Velocidade por equipe M      |
| Shanne Braspennincx                                                | Ciclismo de pista    | Keirin F                     |
| Niek Kimmann                                                       | Ciclismo BMX         | Corrida M                    |
| Seleção Neerlandesa de Hóquei sobre a grama feminino               | Hóquei sobre a grama | Hóquei em campo F            |
| Dirk Uittenbogaard Abe Wiersma Tone Wieten Koen Metsemakers        | Remo                 | Quatro scull (M4X) M         |
| Kiran Badloe                                                       | Vela                 | RS:X M                       |
| Prata                                                              |                      |                              |
| Abdi Nageeye                                                       | Atletismo            | Maratona M                   |
| Liemarvin Bonevacia Terrence Agard Tony van Diepen Ramsey Angela   | Atletismo            | 4×400 m M                    |
| Anouk Vetter                                                       | Atletismo            | Heptatlo F                   |
| Tom Dumoulin                                                       | Ciclismo em estrada  | Contrarrelógio M             |
| Annemiek van Vleuten                                               | Ciclismo em estrada  | Estrada F                    |
| Jeffrey Hoogland                                                   | Ciclismo de pista    | Velocidade individual M      |
| Arno Kamminga                                                      | Natação              | 100 m bruços M               |
| Arno Kamminga                                                      | Natação              | 200 m bruços M               |
| Sharon van Rouwendaal                                              | Natação              | 10 km F                      |
| Melvin Twellaar Stef Broenink                                      | Remo                 | Duplo scull (M2X) M          |
| Ellen Hogerwerf Karolien Florijn Ymkje Clevering Veronique Meester | Remo                 | Quatro sem timoneiro (W4-) F |
| Gabriela Schloesser Steve Wijler                                   | Tiro com arco        | Equipa mista                 |
| Bronze                                                             |                      |                              |
| Femke Bol                                                          | Atletismo            | 400m com barreiras F         |
| Sifan Hassan                                                       | Atletismo            | 1 500 m F                    |
| Emma Oosterwegel                                                   | Atletismo            | Heptatlo F                   |
| Nouchka Fontijn                                                    | Boxe                 | Médio (69–75 kg) F           |
| Harrie Lavreysen                                                   | Ciclismo de pista    | Keirin M                     |
| Kirsten Wild                                                       | Ciclismo de pista    | Ómnium F                     |
| Anna van der Breggen                                               | Ciclismo em estrada  | Contrarrelógio F             |
| Merel Smulders                                                     | Ciclismo BMX         | Corrida F                    |
| Maikel van der Vleuten                                             | Hipismo              | Salto individual             |
| Roos de Jong Lisa Scheenaard                                       | Remo                 | Duplo scull (W2X) F          |
| Marieke Keijser Ilse Paulis                                        | Remo                 | Duplo scull ligeiro (LW2X) F |
| Marit Bouwmeester                                                  | Vela                 | Laser Radial F               |
| Annemiek Bekkering Annette Duetz                                   | Vela                 | 49er FX F                    |
| Sanne van Dijke                                                    | Judô                 | –70 kg F                     |

## Resultado final
Os Países Baixos terminaram na sétima posição no quadro de medalhas, resultando na sua classifição mais alta de todos os tempos. Com um total de 36 medalhas os Países Baixos bateram o recorde de Sydney 2000, quando o país conquistou em total 25 medalhas.